# تونغ يابغو
تونغ يابغو كاغان ولم يُعرف تاريخ ميلاده أما وفاته فكانت سنة 628. ويعرف أيضا باسم تون ياغو، طونج ياغو، وطون يابغو، وزيبل. واسمه بالحروف الصينية التقليدية 統葉護可汗، وبالحروف الصينية المبسطة 统叶护可汗 ولغة بينيين Tǒngyèhù Kěhán، وبالويد–جيلز t'ung-yeh-hu k'o-han. وهو خان خاقانات الغوك تورك الغربية من عام 618 إلى 628. ويعتقد أن كلمة تونغ تعنى نمر في اللغة التركية الحديثة. أما التعليقات الأخرى على الاسم فقد ذُكر أنه بمعنى المؤهل والتام.